# Гираут Рикье

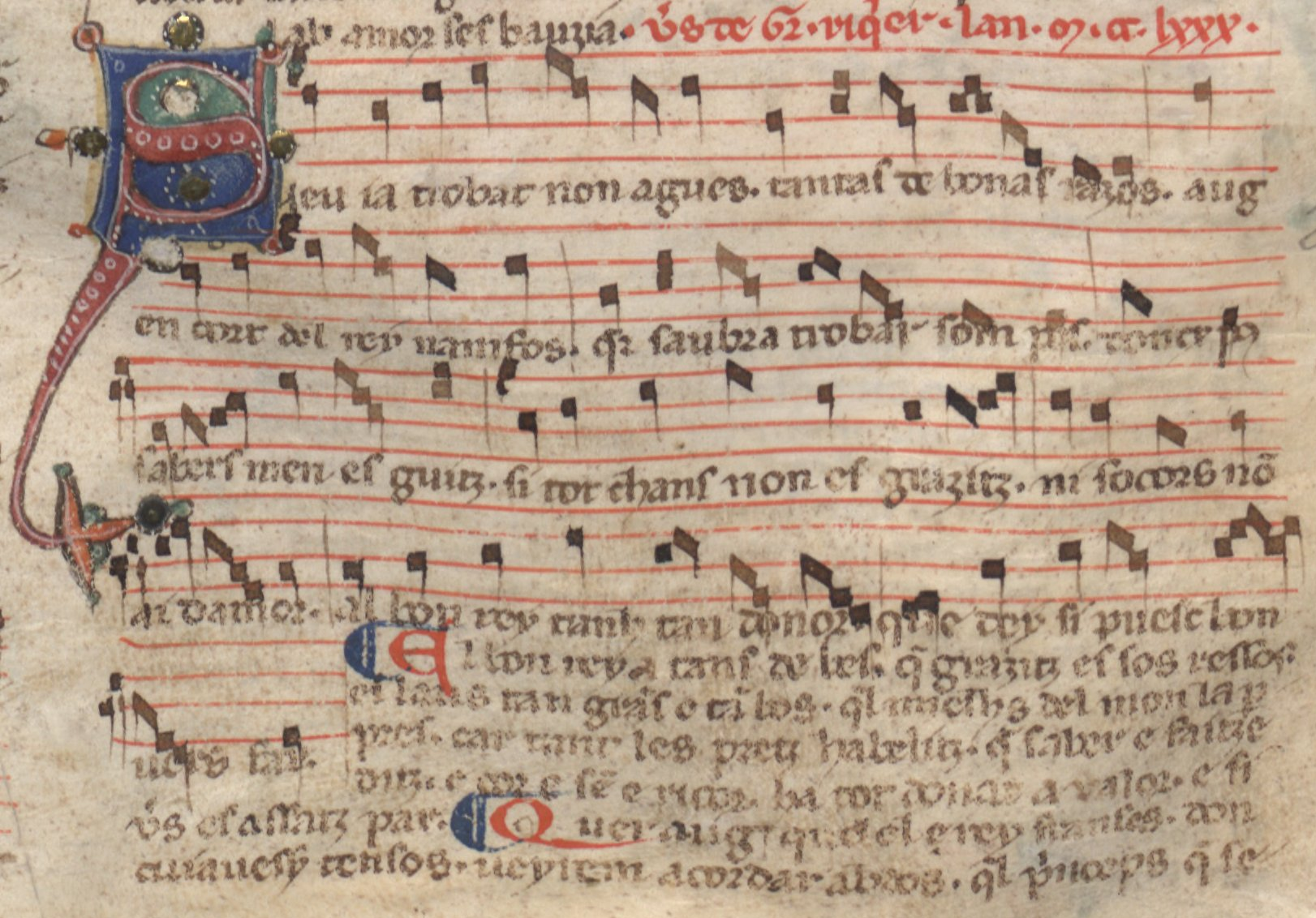
Песни Гираута Рикье в средневековом песеннике

Гираут Рикье, Рикьер (ок. 1230 г. — ок. 1295 г.) — трубадур. Годы творческой деятельности 1254 — 1292.
Был родом из Нарбонны. Служил при дворе короля Кастилии. Называл себя «последним трубадуром». Рикьер сочинял как классические куртуазные произведения, так и песни религиозного содержания. Свои стихи Гираут Рикье собрал в книгу, пронумеровав их и проставив даты. Его 27-ю песню, сочинённую в 1292 году «Пора мне с песнями кончать…» принято считать последним произведением трубадуров.
От Гираута Рикье сохранилось наибольшее среди трубадуров количество нотированных сочинений (29).